# Rodiveau
Der Rodiveau ist ein kleiner Fluss im mittleren Westen von Frankreich, der in den Départements Sarthe und Maine-et-Loire der Region Pays de la Loire nordöstlich der Stadt Angers verläuft.

## Geografie

### Verlauf
Der Rodiveau entspringt im südlichen Gemeindegebiet von Notre-Dame-du-Pé, entwässert generell Richtung Südsüdwest, durchquert im Oberlauf das Waldgebiet Bois du Grip und mündet nach rund 14 Kilometern im Gemeindegebiet von Baracé als rechter Nebenfluss in den Loir.

### Orte am Fluss
(Reihenfolge in Fließrichtung)
- La Jublancerie, Gemeinde Notre-Dame-du-Pé
- La Turpinière, Gemeinde Durtal
- Le Plessis, Gemeinde Morannes sur Sarthe-Daumeray
- La Géhérie, Gemeinde Morannes sur Sarthe-Daumeray
- Baracé